# Румбі (природний заповідник)
Природний заповідник Ру́мбі (ест. Rumbi looduskaitseala) — природоохоронна територія в Естонії, у волості Тюрі повіту Ярвамаа.

## Основні дані
KKR-код: KLO1000012
Загальна площа — 72 га.
Заповідник утворений 24 липня 2001 року.

## Розташування
Природоохоронний об'єкт розташовується на землях, що належать селам Лунґу та Сонні, які на момент утворення заповідника входили до складу волості Кяру повіту Рапламаа.

## Мета створення
Метою створення заповідника є охорона постійного місця проживання чорного лелеки, що належить до I охоронної категорії (Закон Естонії про охорону природи). Також заповідник призначений для захисту перестійного лісу
Усю територію заповідника займає зона цільової охорони (Rumbi skv.), категорія МСОП — Ib.